# 니시테쓰야나가와역
니시테쓰야나가와역(일본어: 西鉄柳川駅)은 일본 후쿠오카현 야나가와시에 위치한 서일본 철도 덴진오무타 선의 역이다. 역 번호는 T39이다.

## 역사
- 1937년 10월 1일: 규슈 철도 야나가와역으로 영업 개시.
- 1942년 9월 22일: 서일본 철도 출범으로 니시테쓰야나가와 역(西鉄柳河駅)으로 역명 변경.
- 1965년 12월: 승강장 과선교 설치.
- 1971년 3월 1일: 니시테쓰야나가와 역(西鉄柳川駅)으로 역명 변경.
- 1981년 4월 23일: 신역사에서 영업 개시.
- 1987년 10월 1일: 자동 개찰기 도입.
- 2008년 5월 18일: IC카드 nimoca 사용 개시.
- 2015년 3월 21일: 교상 역사와 신설한 동쪽 출입구의 공용 개시.
- 2017년 2월 1일: 역 번호 도입.

## 역 구조
역사는 2층 철골조의 교상역이다.
2면 4선의 구조이다. 이용자가 많은 상행 승강장은 승강장 끝부분까지 승객의 줄이 나오기도 한다.
플랫폼 상에 역무원이 종일 배치된다. 역에 인접한 곳에 야나가와 승무소가 있고 본 역에서 운전사와 차장이 승무 교대하는 것이 많다.

### 승강장
| 1 | ■ 신사카에마치・오무타 방면   | (부본선) | 보통       |
| 2 | ■ 신사카에마치・오무타 방면   | (본선)   | 특급・급행 |
| 3 | ■ 구루메・후쿠오카(덴진) 방면 | (본선)   | 특급・급행 |
| 4 | ■ 구루메・후쿠오카(덴진) 방면 | (부본선) | 보통       |

## 역 주변
이전에는 "야나가와"라고 밝히면서 야마토 군 미쓰하시 정이었지만, 2005년 3월 21일 미쓰하시 정과 야나가와 시를 합병하면서 명실상부한 야나가와 시내의 역이 되었다. 미쓰하시 정에 위치했을 때부터 상업 시설이나 빌딩, 아파트가 들어서고 역 주변은 야나가와 지역의 중심지로 발전했다. 야나가와 시의 관광지인 다치바나 정원과 옛 도시마가 주택, 야나가와 성, 기타와라와쿠슈 생가 등은 본 역에서 조금 떠난 강을 건너 선박・버스・택시 등에 의하여 접속이 된다. 또한, 시내의 야나가와 고등학교는 스쿨 버스가 운행되고 있다.
과거에는 역전에 있던 야나가와 히사시야 백화점이 역전 상업의 핵심을 이루고 있었지만, 운영 회사의 고토부키야가 도산한 데 따라 폐점했다. 현재의 터는 야나가와 쇼핑몰인 니시테쓰 스토어, TSUTAYA, 니시마쓰야 등이 들어서 있지만 상업 집적이 저하되고 인근 도시의 대형 매장과의 경쟁에 시달렸다. 그러나, 니시테쓰야나가와 역의 교상역사화 및 주변 정비 사업이 진행되면서 야나가와 역 동부 토지 구획 정리 지구 내에는 이즈미가 운영하는 오픈 몰 요우메 몰 야나가와점이 2014년 7월 15일 개점했다.
- 니시테쓰 상점가
- 야나가와 쇼핑몰
- 야나가와 청과 시장
- 호텔 뉴 가이아 야나가와
- 호텔 루트인 야나가와
- 미하시라 신사
- 야나가와 호국 신사
- 야나가와 차량기지
- 야나가와 시청 야나가와 청사・미쓰하시 청사 - 본 역에서 약 1km이상의 거리.
- 스기모리 고등학교
- 시모햐쿠마치 간이 우체국
- 국도 제208호선
- 요우메 몰 야나가와
- 후쿠오카 현립 덴슈칸 고등학교

## 사진

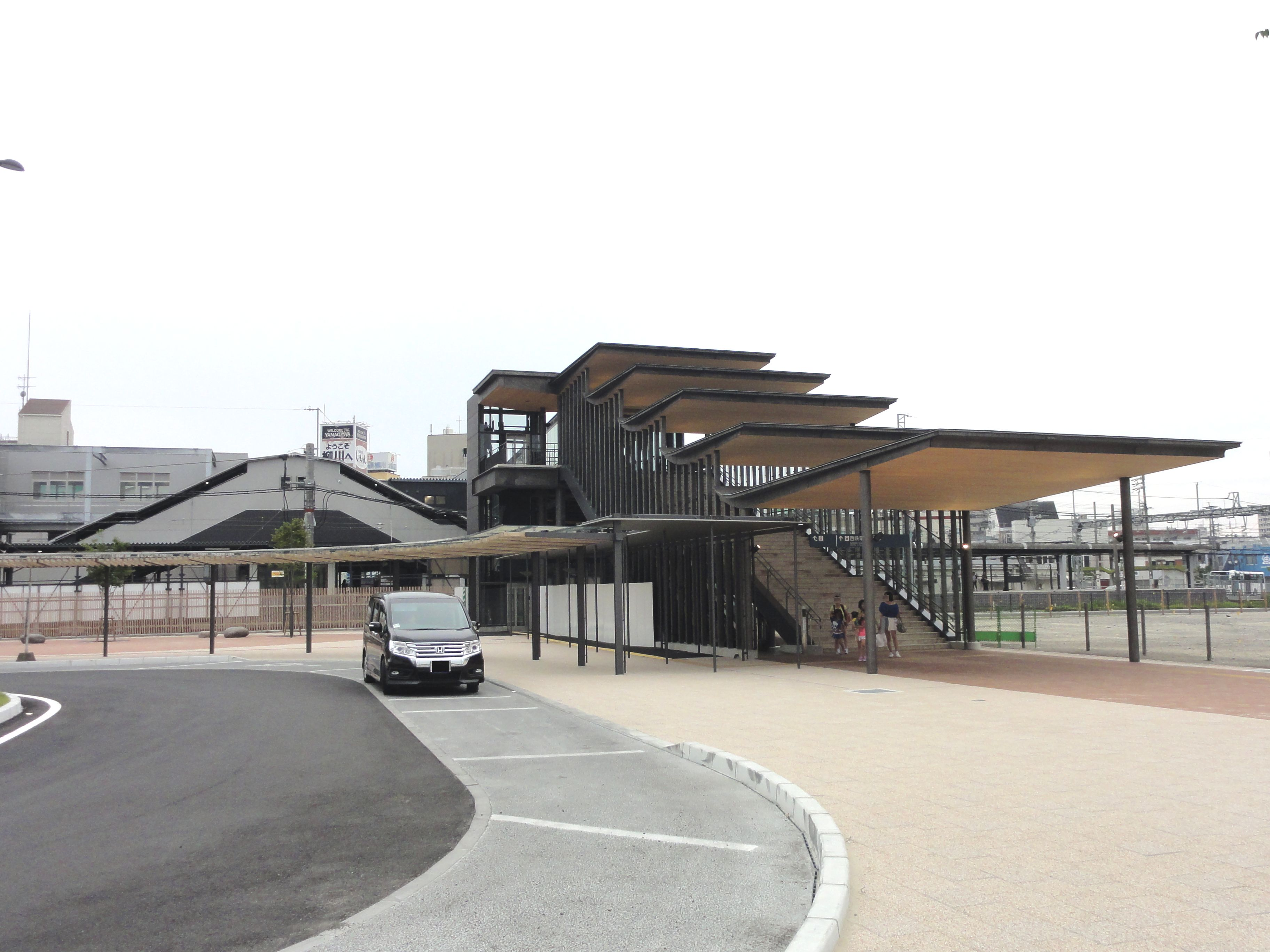
동쪽 출입구
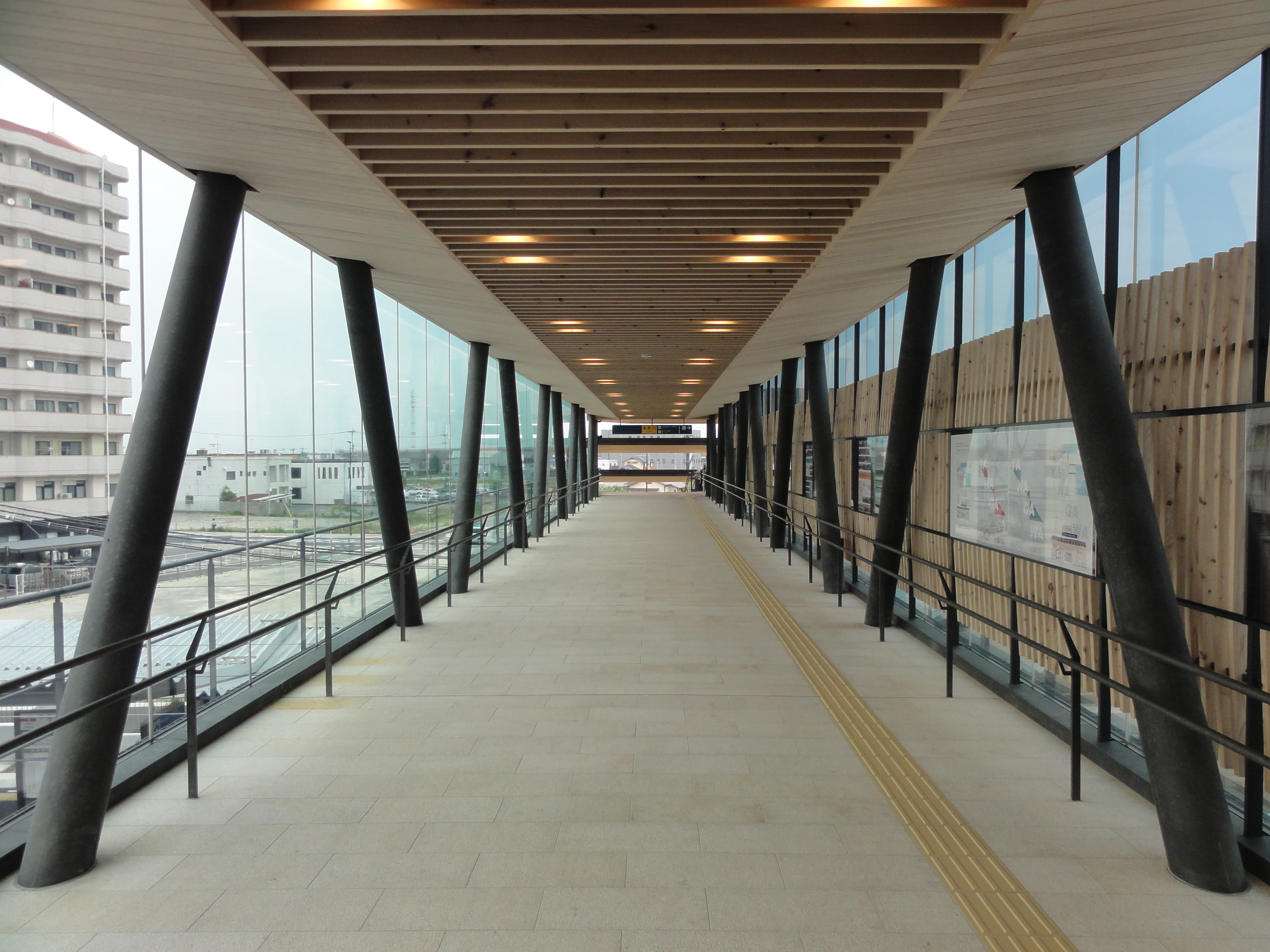
동서 자유통로
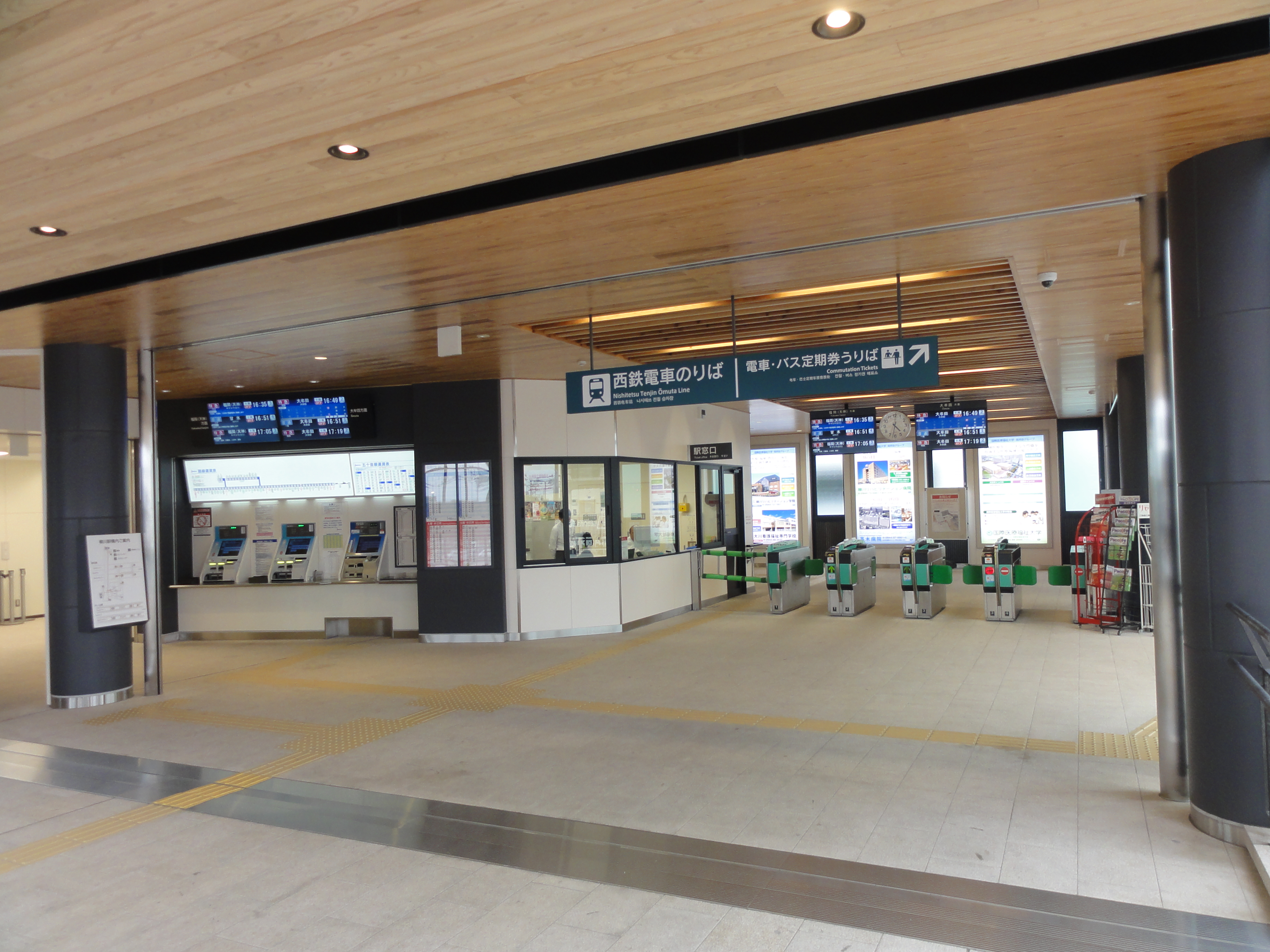
개찰구
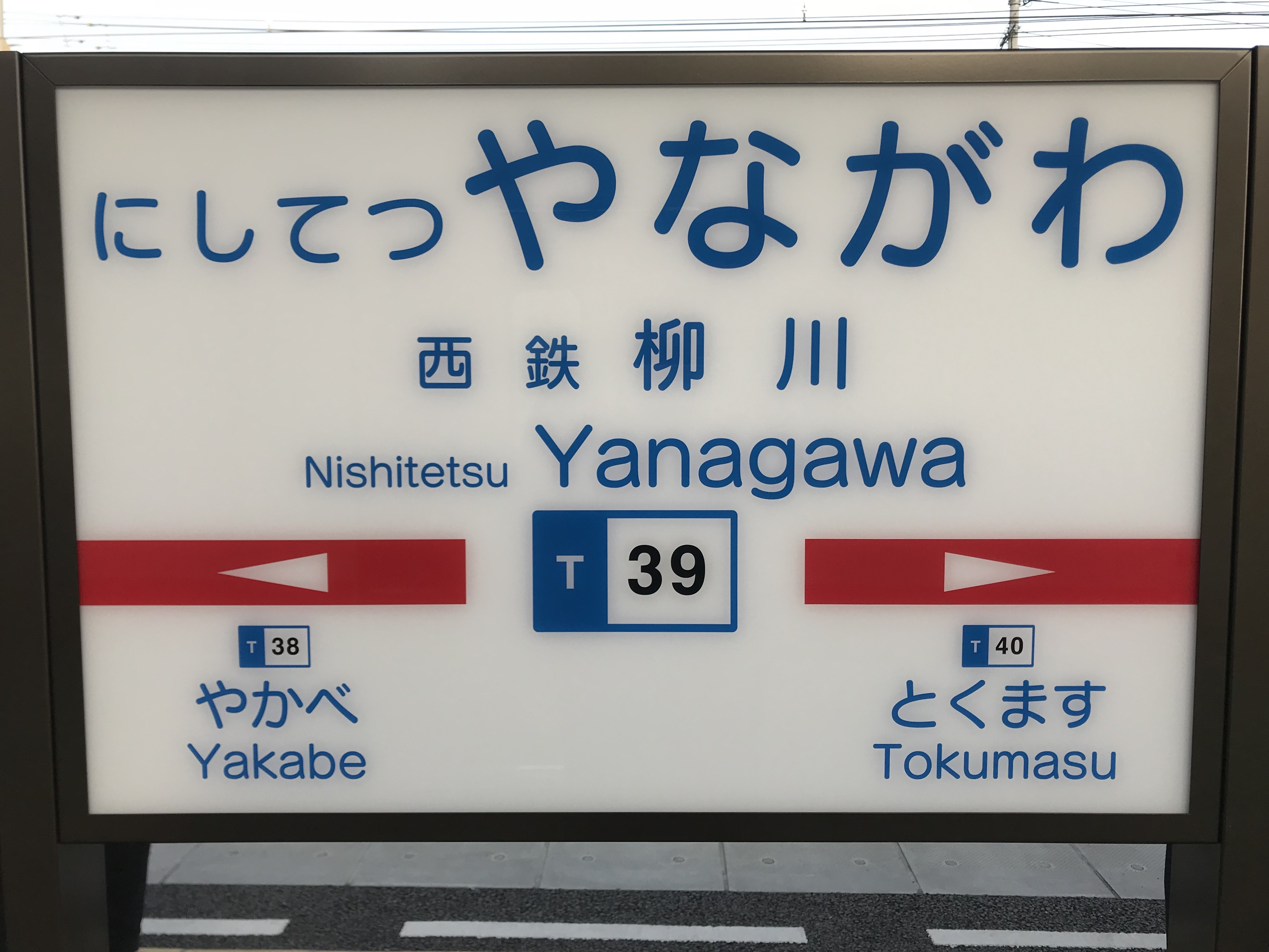
역명판

## 인접역
| 서일본 철도 ■ 덴진오무타 선               | 서일본 철도 ■ 덴진오무타 선 | 서일본 철도 ■ 덴진오무타 선  |
| ----------------------------------------- | --------------------------- | ---------------------------- |
| T32 다이젠지 니시테쓰 후쿠오카(덴진) 방면 | ■ 특급 ■ 급행               | 신사카에마치 T49 오무타 방면 |
| T38 야카베 니시테쓰 후쿠오카(덴진) 방면   | ■ 보통                      | 도쿠마스 T40 오무타 방면     |